# Sharon Duncan-Brewster
Sharon Duncan-Brewster (geboren am 8. Februar 1976 in London) ist eine britische Schauspielerin.

## Leben
Sharon Duncan-Brewster wurde 1976 in London geboren und besuchte dort die Raine’s Foundation School. 1991 übernahm sie ihre erste Rolle in der Serie 2point4 Children und es folgten weitere Auftritte in einzelnen Folgen unterschiedlicher Serien. Ab 1999 spielte sie über mehrere Jahre Crystal Gordon in der Serie Bad Girls. Beginnend mit Rogue One: A Star Wars Story (2016) wirkte sie zunehmend auch in Science-Fiction-Produktionen mit, ohne dass sie vorher ein persönliches Interesse an dem Genre hatte, doch sah sie hier einen Fortschritt in auch zunehmend weiblichen Casts, wie bei der Serie Intergalactic. Mit ihrer Rolle als Tynnra Pamlo in Rogue One war sie die erste schwarze Frau mit einer Sprechrolle im Star Wars Filmuniversum. Jene Figur spielte sie 2025 erneut im Prequel Andor, nachdem sie ihr bereits 2023 in der Animationsserie Star Wars: The Bad Batch erneut die Stimme geliehen hatte. Im Castingprozess für den Film Dune suchten Regisseur Denis Villeneuve und Drehbuchautor Jon Spaihts nach einer weiblichen Besetzung der Rolle von Dr. Kynes, welche in der literarischen Vorlage männlich besetzt ist, und entschieden sich nach einer Vorauswahl durch Francine Maisler für Duncan-Brewster. Für diese Rolle erhielt sie den Sunset Film Circle Award in der Kategorie Scene Stealer. Im Film Enola Holmes 2 spielte sie 2022 als Antagonistin Mira Troy eine weibliche Variante von Professor Moriarty.
Neben der Schauspielerei sprach sie Cat Hunter in den Videospielen FIFA 17, FIFA 18 und FIFA 19.

## Filmografie (Auswahl)
- 1999–2002: Bad Girls (Fernsehserie, 44 Folgen)
- 2005: Eine Hochzeit zu dritt (Imagine Me & You)
- 2009: EastEnders (Fernsehserie, 15 Folgen)
- 2011: Freiwild – Zum Abschuss freigegeben (Blooded)
- 2011–2015: Rastamouse (Fernsehserie, 23 Folgen)
- 2011–2022: Top Boy (Fernsehserie, 8 Folgen)
- 2016: Rogue One: A Star Wars Story
- 2019: Years and Years (Fernsehserie, 6 Folgen)
- 2019–2020: Sex Education (Fernsehserie, 8 Folgen)
- 2021: Intergalactic (Fernsehserie, 8 Folgen)
- 2021: Dune
- 2022: Enola Holmes 2
- 2023: Earth Mama
- 2023: Star Wars: The Bad Batch (Fernsehserie, Folge 2x07, Stimme)
- 2023: Der Schwarm (Fernsehserie, 8 Folgen)
- 2025: Andor (Fernsehserie, Folge 2x12)
- 2025: From the World of John Wick: Ballerina